# Doflug D-3802
Doflug D-3802 bylo švýcarské stíhací letadlo, často označované ne zcela přesně jako Morane-Saulnier D-3802 J-401 - J-404, J-406 - J414, které začalo vstupovat do služby švýcarských vzdušných sil před koncem druhé světové války.

## Historie a popis
Po vypuknutí druhé světové války bylo Švýcarsko nuceno pro zachování své neutrality přijmout rozsáhlá opatření k posílení své ozbrojené síly. To bylo rozhodnuto, na jaře roku 1940, kdy Německo napadlo Dánsko, Norsko, Belgii, Nizozemsko a Lucembursko, i přes deklarovanou neutralitu těchto zemí.
Neutralitu v polovině 20. století zaujalo i Švýcarsko, a věřilo, že vylepšování letadlového parku bude stačit tak každých 10-12 roků.
V důsledku této politiky mělo švýcarské letectvo v roce 1938 jako hlavní stíhací letadla již zastaralé Dewoitine D.27, vyrobená pod licencí EADS EFW.
Horská území Švýcarska byla skutečně velmi obtížná území pro možný útok, ale základním prvkem účinné obrany bylo zachovat si převahu ve vzduchu.
Především proto, že jen koncem roku 1939 bylo hlášeno 143 případů porušení švýcarského vzdušného prostoru nepřátelskými letadly. Proto se stalo důležitým úkolem rozšíření a posílení švýcarského letectva Schweizerische Flugwaffe spadající od října 1936 pod Air Force Command vzdušné a protiletecké obrany (Kommando der Flieger-und Fliegerabwehrtruppen).
V počátcích 40. let byly hlavními stíhacími letadly švýcarské Schweizerische Flugwaffe letadla vyrobená v licenci a to D-3800 (francouzský Morane-Saulnier MS.406H) a jejich další vývojová verze D-3801 (vycházející z francouzské Morane-Saulnier MS.412), doplněné řadou německých Messerschmitt Bf 109D-1 a Bf 109E-3, a mnoho již zastaralých EKW / Dewoitine D.27 III.
Obě verze D-3800 a D-3801 byly úspěšné, ale rychlostí a vlastnostmi už byly horší než podobné stroje v Německu a Itálii.
Celkem bylo ve Švýcarsku postaveno 74 ks letadel D-3800 a 207 ks letadel D-3801. Výroba těchto i ostatních probíhala v Doflugu v Altenrheinu, což je švýcarská dceřiná společnost německé firmy Dornier-Werke.
Poněkud nečekaná pomoc přišla z německé strany. Po okupaci Francie koncem listopadu 1942 se do rukou německých odborníků dostala většina projektů, které byly dříve vypracované ve Francii. Mimo jiné tu byly i studie pro experimentální stíhací letoun Morane-Saulnier MS.450, úspěšně testovaného v roce 1939, přes to však nebyl tento letoun přijat do sériové výroby.
Z důvodu zamítnutí tohoto projektu i dalšího jeho vylepšování, obrátil se na ně švýcarský tým a s žádostí, zda by jim projekt a kresby MS.450 nedarovali.
Kompletní dokumentace byla získána v roce 1943, ale již před tím dali inženýři Doflug (Dornier Werke) pokyn k zahájení prací na modifikované verzi D-3801 (Morane-Saulnier MS.450).
V roce 1942 získala společnost Doflug zakázku na vývin modernizované verze D-3801, na verzi s označením D-3802.
Při vývoji nového stíhacího letounu byla použita právě některá řešení ze získaného projektu francouzského letounu Morane-Saulnier MS.450. Doflug D-3802 byl samonosným dolnoplošníkem s celokovovou konstrukcí a krytováním.
Letadlo mělo krytou kabinu a zatahovací tříkolový podvozek s ostruhovým kolečkem. Křídla s dvoutrapézovým obrysem se zaoblenými konci byla vybavena křidélky a klapkami.
Stroje používaly k pohonu 12válcový motor typu Saurer YS-2 s výkonem 1250 koní, což byla vývojová verze z francouzského motoru Hispano-Suiza HS-12Y-31, vyrobeného v licenci ve společnosti Adolph Saurer AG. Letadlo bylo více než o 1 m a více než o 1 tunu těžší než D-3801 a lišilo se od něj (kromě vnitřní struktury a pohonu) dvěma plochými kapalinovými chladiči umístěnými pod křídly, motorovým olejovým chladičem, zatahovacím ostruhovým kolečkem, plným zakrytím hlavního podvozku v křídle, vodorovným stabilizátorem, širším svislým stabilizátorem, čtyřlistou vrtulí Escher Wyss a silnější výzbrojí, sestávají z jednoho 20mm kanónu v ose vrtule a čtyř kulometů ráže 7,5 mm v křídlech.
První prototyp D-3802 měl v označení vojenské registrační číslo J-401 a byl letecky testován dne 29. září 1944. Během prvních zkušebních letů bylo jasné, že švýcarská verze je lepší než francouzský originál. Letové testy potvrdily jeho dobré vlastnosti a uspokojivý výkon stroje a v krátké době si švýcarské letectvo objednalo dalších 12 modernizovaných předsériových strojů D-3802 s označením D-3802A a letadla obdržela vojenská identifikační čísla od J-403 až po J-414, s jednou kopií (J-405), která byla použita k obnově verze D-3803 s bederní opěrkou trupu za pilotní kabinou..
Ve srovnání s prototypem měla tato předsériová letadla již modifikovaná křídla z půlkulatého ukončení na téměř rovné, čímž se rozpětí křídla z původních 10,75 m snížilo na 10,02 m. Kromě rozpětí křídla taktéž proběhla výměna zbraní, původní čtyři kulomety byly nahrazeny dvěma kanóny ráže 20 mm.
První D-3802 byl letecky převezen až po válce, dne 18. května 1946.
Celkem bylo postaveno 11 kusů Doflug D-3802, která sloužila ještě v létech 1947 - 1956 v jednotce Fl.Kp. 17 (Flieger Kompanie 17, od roku 1952 známý jako Fliegerstaffel 17).
Testy ukázaly, že D-3802A byl nejlepší z celé série změn Morane-Saulnier, protože jeho maximální rychlost byla podle různých zdrojů v rozmezí 629 - 638 km/h, a to bez znatelného snížení manévrovatelnosti.
Po vyřazení z vojenského letectva byla většina strojů rozebrána na šrot, jen některá letadla se dostala do leteckého muzea.

## Specifikace

### Technické údaje
- Posádka: 1 (pilot)
- Rozpětí: 10,02 m ( prototyp 10,75 m )
- Délka: 9,31 m
- Výška: 3,34 m
- Nosná plocha: 17,50 m2
- Pohotovostní hmotnost: 2945 kg
- Maximální vzletová hmotnost: 3904 kg
- Pohonná jednotka: 12válcový kapalinou chlazený motor Saurer YS-2 v licenci ve společnosti Adolph Saurer AG - vývojová verze z francouzského motoru Hispano-Suiza 12Y-31
- Vrtule: řízená plynule stavitelná kovová čtyřlistá Escher Wyss
- Výkon pohonné jednotky: 919 kW - 1250 koní (hp)

### Výkony
- Maximální rychlost: 629 km/h ve výšce 6500 metrů (podle jiných zdrojů 638 km/h)
- Dolet: 650 km
- Dostup: 11 500 m
- Stoupání: 14,2 m/s

### Výzbroj
- 2 kanóny typu Hispano-Suiza ráže 20 mm v křídlech
- 1 kanón typu Hispano-Suiza ráže 20 mm střílející dutou hřídelí vrtule